# 黑顶鸻
是鸻科的一种鸟类，属于单型的黑顶鸻属。

## 特征
黑顶鸻体重约35.5克，翼长约10.9厘米，喙宽度约2.6毫米，喙厚度约2.9毫米，嘴峰长约29.3毫米，跗蹠长约22.8毫米，尾长约48.4毫米。
黑顶鸻具有部分的迁徙性，栖息在草地，它们是食肉动物，主要以鱼类、甲壳动物、软体动物等水生动物为食。它们分布在从秘鲁中部到智利中部和阿根廷西部的安第斯山脉高海拔沼泽地。